# Olivia Viggiano
Olivia Chornogubsky Viggiano (Buenos Aires, 27 de agosto de 1990) conocida artísticamente como Olivia Viggiano,  es una actriz, cantante y compositora argentina. Es conocida por sus papeles en televisión como Mía en Supertorpe, Camila Galván en Somos familia y Noel García en Por amarte así.

## Vida personal
Es la hija mayor de la actriz Patricia Viggiano y Diego Chornogubsky, licenciado en administración de empresas y músico. Tiene una hermana menor llamada Lucila.

## Carrera
Hizo su debut actoral en Casi Ángeles en el año 2010. En 2011 interpretó el papel de Mía Nichols en la serie Supertorpe. En enero de 2014, Viggiano interpretó el papel de Camila Galván en la telecomedia Somos familia, emitida por la cadena de Telefe. Olivia también es cantante, lanzando su álbum debut Abrir los ojos a fines de 2013. En 2014, lanzó su segundo álbum de estudio denominado Introspectivo. En octubre de 2015, Viggiano fue elegida por la actriz y cantante Ariana Grande y por Nickelodeon para ser la telonera de Grande en su gira denominada The Honeymoon Tour en Complejo al Río, en Vicente López el 23 de octubre del mismo año. Durante 2016 actuó en la telenovela Por amarte así, como tercera en discordia de la pareja juvenil de ficción, interpretada por Brenda Asnicar y Gastón Soffritti. En 2017 fue elegida para interpretar a Pili en la versión argentina de Cuéntame cómo pasó.

## Trayectoria

### Cine
| Año  | Título         | Personaje | Director                   | Notas        |
| ---- | -------------- | --------- | -------------------------- | ------------ |
| 2013 | Cuestión de té | Amante    | María Monserrat Echevarría | Cortometraje |

### Televisión
| Año         | Título                      | Personaje                 | Canal                   | Notas                                 |
| ----------- | --------------------------- | ------------------------- | ----------------------- | ------------------------------------- |
| 2010        | Casi angeles                | La odia salvaje           | Telefe                  | Participación (Temp. 4)               |
| 2011        | Supertorpe                  | Mía Nichols               | Disney Channel / Telefe | Elenco principal                      |
| 2014        | Somos familia               | Camila Galván             | Telefe                  | Elenco principal                      |
| 2016 - 2017 | Por amarte así              | Noel García               | Telefe                  | Antagonista                           |
| 2017        | Cuéntame cómo pasó          | María Pilar Caceres       | TV Pública              | Elenco secundario                     |
| 2020        | La persuasión               | Delfina Fernández Escurzo | TV Pública              | Elenco principal                      |
| 2020        | Castillos                   | Carolina                  | TV Pública              | Participación                         |
| 2022        | Lo que sucede en las calles | Catalina "Cata"           | TV Pública              | Episodio 2: "Venderse para sobrevivir |
| 2022        | Limbo                       | Soledad                   | Star+                   | Elenco secundario                     |

### Teatro
| Año  | Obra                      | Personaje   | Teatro            |
| ---- | ------------------------- | ----------- | ----------------- |
| 2011 | Supertorpe                | Mía Nichols | Teatro Ópera      |
| 2015 | Malditos (todos mis ex's) |             | Teatro del Pueblo |

## Discografía
| Año  | Álbum          |
| ---- | -------------- |
| 2013 | Abrir los ojos |
| 2015 | Introspectivo  |
| 2017 | Aire           |

### Sencillos promocionales
| Año  | Sencillo          | Álbum          |
| ---- | ----------------- | -------------- |
| 2012 | «Alguien»         | Abrir los ojos |
| 2013 | «Un minuto»       | Abrir los ojos |
| 2014 | «Otra vez»        | Introspectivo  |
| 2015 | «Soltarte»        | Introspectivo  |
| 2016 | «Bajo Este Cielo» | Introspectivo  |
| 2017 | «Piel»            | Aire           |
| 2020 | «100%»            | Sin álbum      |
| 2020 | «Desencuentro»    | Sin álbum      |

## Giras musicales
Acto de apertura
- 2015: The Honeymoon Tour de Ariana Grande (telonera en una fecha).